# 하야테 (열차)
하야테(일본어: はやて)는 일본 도호쿠 신칸센·홋카이도 신칸센의 준 직통 방식 열차이다. 명칭은 '질풍'이라는 뜻의 일본어 단어인 하야테(일본어: 疾風)에서 따 왔다. 열차 등급을 표시하는 고유색은 녹색이다.

## 역사
2002년 12월에 모리오카 ~ 하치노헤까지 연장이 개통되면서 운행에 들어갔다. 2003년에 모리오카 ~ 하치노헤 구간에 271호 열차 운행을 시작했다.
2005년 열차시간표 개정으로 속달 야마비코(일본어: 速達 やまびこ) 폐지와 동시에 도쿄 ~ 모리오카 구간을 운행하기 시작했다. 2007년 3월에 전 차량 금연 정책 실시했다. 같은 해 8월에 센다이 ~ 우에노 구간의 임시 열차를 운행에 이어 같은 해 12월에 도쿄 ~ 센다이를 오가는 임시 열차를 운행했다. 2008년에 센다이 ~ 도쿄간 왕복 1회가 신설되었다. 2009년 3월 시간표 개정으로 도쿄 ~ 센다이간 왕복 1회가 신설과 동시에 모든 열차가 오미야에 정차했다. 2010년 12월에 센다이 ~ 도쿄간 왕복 1회가 감축되었다. 2011년 3월에 하야부사의 개통으로 도쿄 방면 운행 시 왕복 1회가 모리오카로 단축되었고 같은 해 11월에 E5계 차량 도입과 동시에 그랜클래스 좌석을 도입 및 고마치와 중련 운행을 시작했다.
2013년 9월에 E2계 0번대, E3계 0번대 중련 운행을 종료했다. 2014년 3월에 시간표 개정으로 고마치 등급과 중련 운행을 종료했다. 2015년에 다이야 개정과 함께 그린차 서비스를 종료하였다. 2016년 3월 26일 홋카이도 신칸센 개통에 따라, 모리오카에서 발착하여 신아오모리 방향으로 운행하는 열차와 홋카이도 신칸센 구간만 운행하는 차량의 명칭으로 사용하기 시작했다. 2018년 3월 17일 시간표 개정으로 도쿄 ~ 모리오카 구간 운행 시 4회는 하야부사로 변경되면서 현재는 1회만 운행했으나 2019년 3월 16일 시간표 개정으로 하야테 119호(도쿄 ~ 모리오카)가 하야부사로 통합되면서 모리오카 이남 구간 및 E2계 운행 종료되었고 이와는 별도로 홋카이도 신칸센 구간에 한해 차내 판매가 중단되었다.

## 운행 현황
| 운행 노선         | 열차 번호   | 운행 구간                     | 차량      | 비고 |
| ----------------- | ----------- | ----------------------------- | --------- | ---- |
| 도호쿠 & 홋카이도 | 93호, 98호  | 모리오카 ~ 신하코다테호쿠토   | E5계 H5계 |      |
| 도호쿠 & 홋카이도 | 91호, 100호 | 신아오모리 ~ 신하코다테호쿠토 | E5계 H5계 |      |

## 정차역
2019년 3월 15일까지 도호쿠 신칸센의 하야테는 도쿄에서 발착하여, 우에노, 오미야, 센다이에는 반드시 정차하며 모리오카가 종점이다. 또한 신하코다테호쿠토에서 출발하는 열차의 경우 모리오카, 신아오모리까지 운행한다.
| 운행 횟수                      | 모리오카 | 이와테누마쿠나이 | 니노헤 | 하치노헤 | 시치노헤토와다 | 신아오모리 | 오쿠쓰가루이마베쓰 | 기코나이 | 신하코다테호쿠토 | 비고               |
| ------------------------------ | -------- | ---------------- | ------ | -------- | -------------- | ---------- | ------------------ | -------- | ---------------- | ------------------ |
| 하행 1회 상행 1회              | ●        | ↔                | ●      | ●        | ●              | ●          | ●                  | ●        | ●                | 하루 2회 왕복 운행 |
| 하행 1회 상행 1회              |          |                  |        |          |                | ●          | ●                  | ●        | ●                | 하루 2회 왕복 운행 |
| ●＝정차；■＝일부 정차；↔＝통과 |          |                  |        |          |                |            |                    |          |                  |                    |

## 운행 열차

### 현재 운행하는 열차
- E5계[16]
- H5계

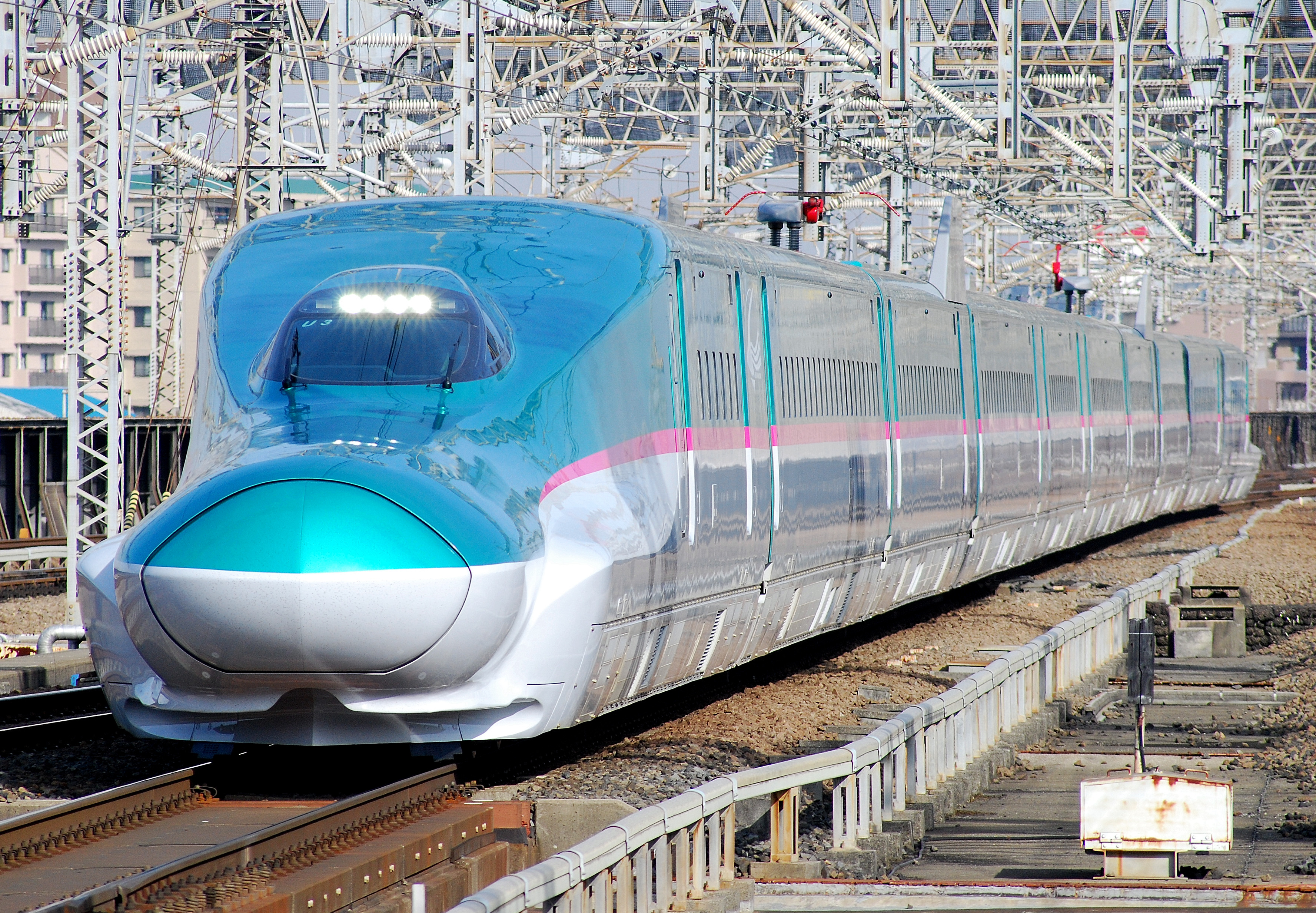
신칸센 E5계
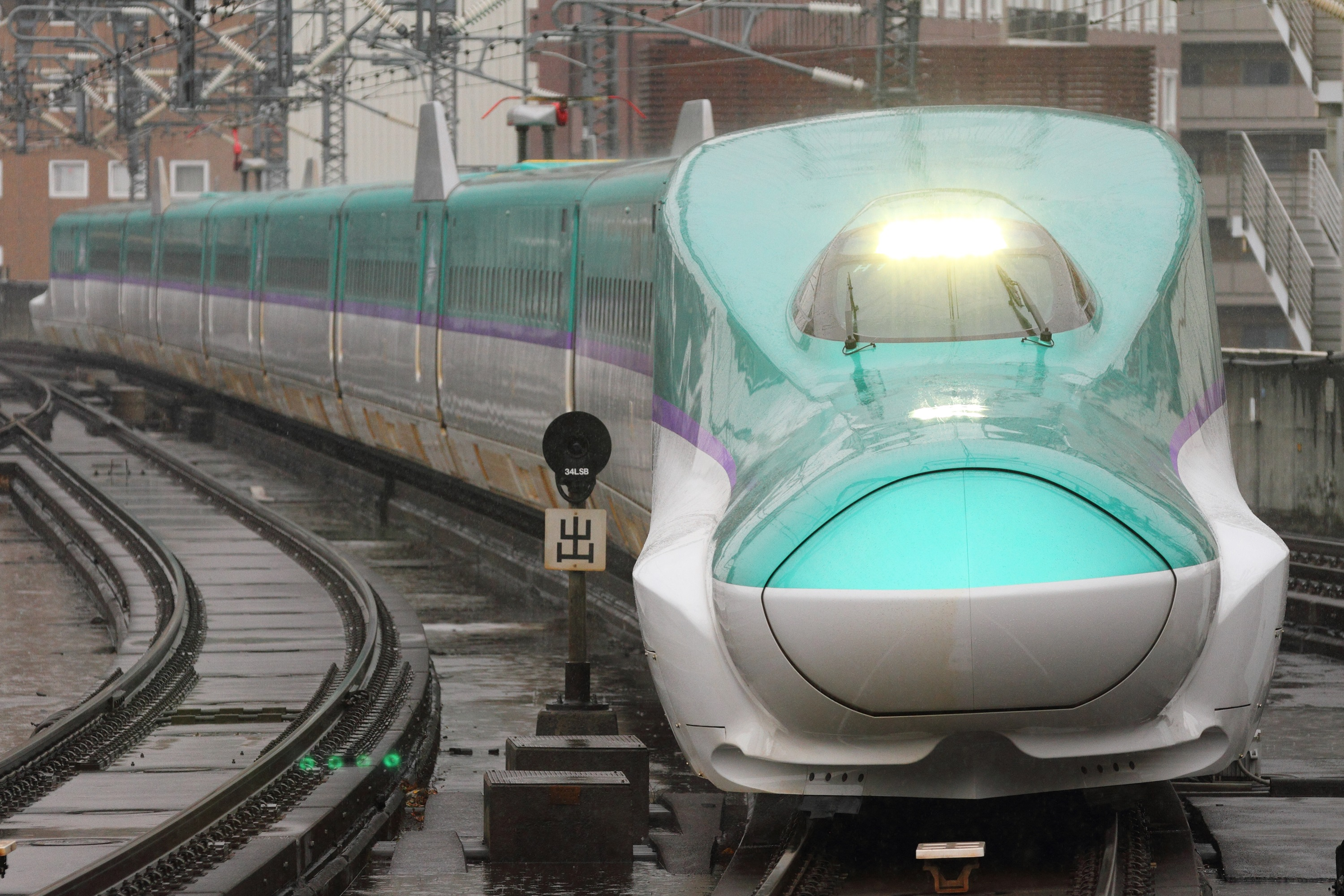
신칸센 H5계

### 퇴역 및 과거 운행 열차
- E2계

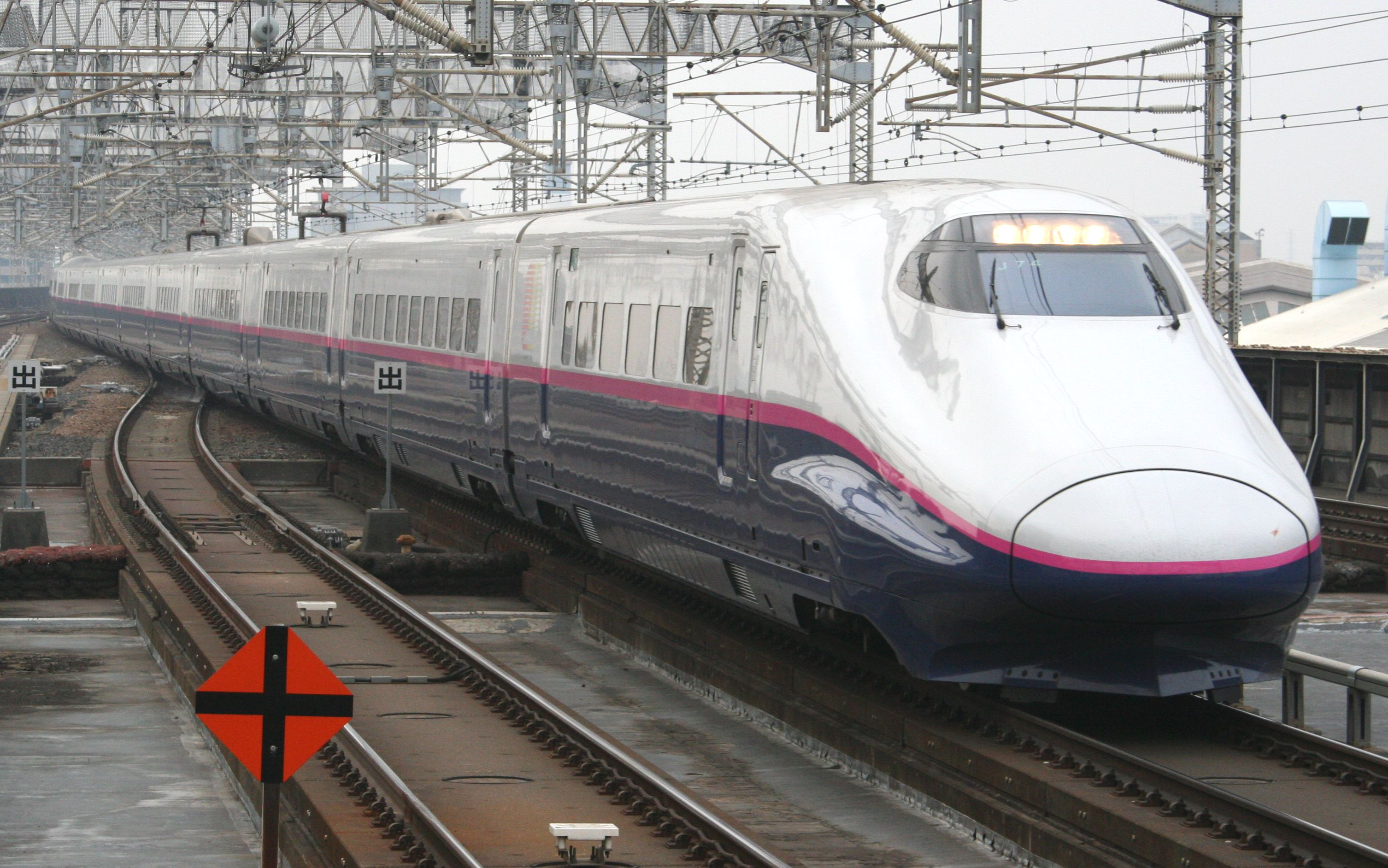
신칸센 E2계

## 객차 구성

### E5계·H5계
| 호차 | 1      | 2      | 3      | 4      | 5                | 6      | 7      | 8      | 9           | 10         |
| ---- | ------ | ------ | ------ | ------ | ---------------- | ------ | ------ | ------ | ----------- | ---------- |
| 좌석 | 지정석 | 지정석 | 지정석 | 지정석 | 지정석           | 지정석 | 지정석 | 지정석 | 그린차      | 그랜클래스 |
| 시설 |        |        | 전화   |        | 전화 장애인 시설 |        |        |        | 장애인 시설 |            |

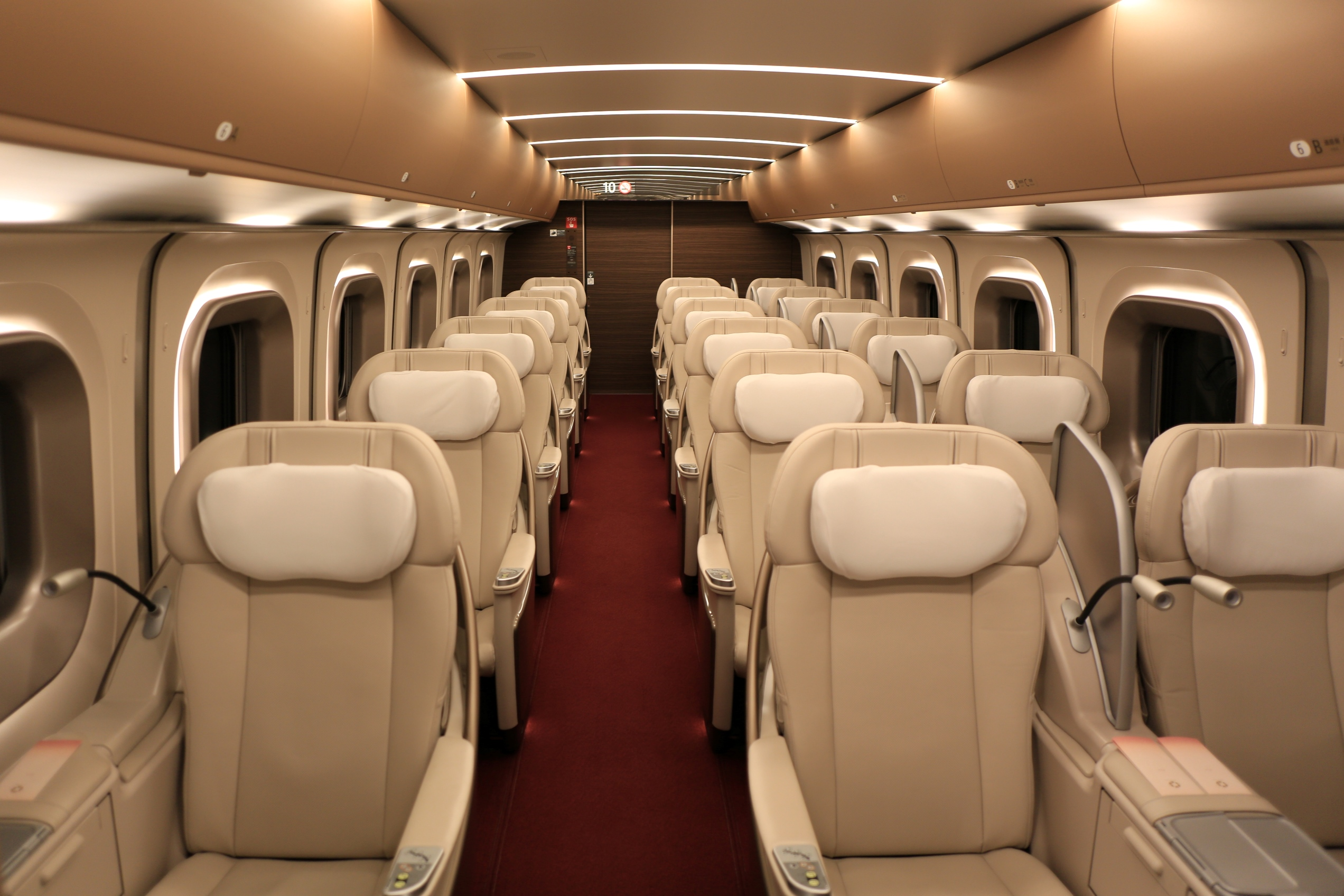
10호차 그랜클래스
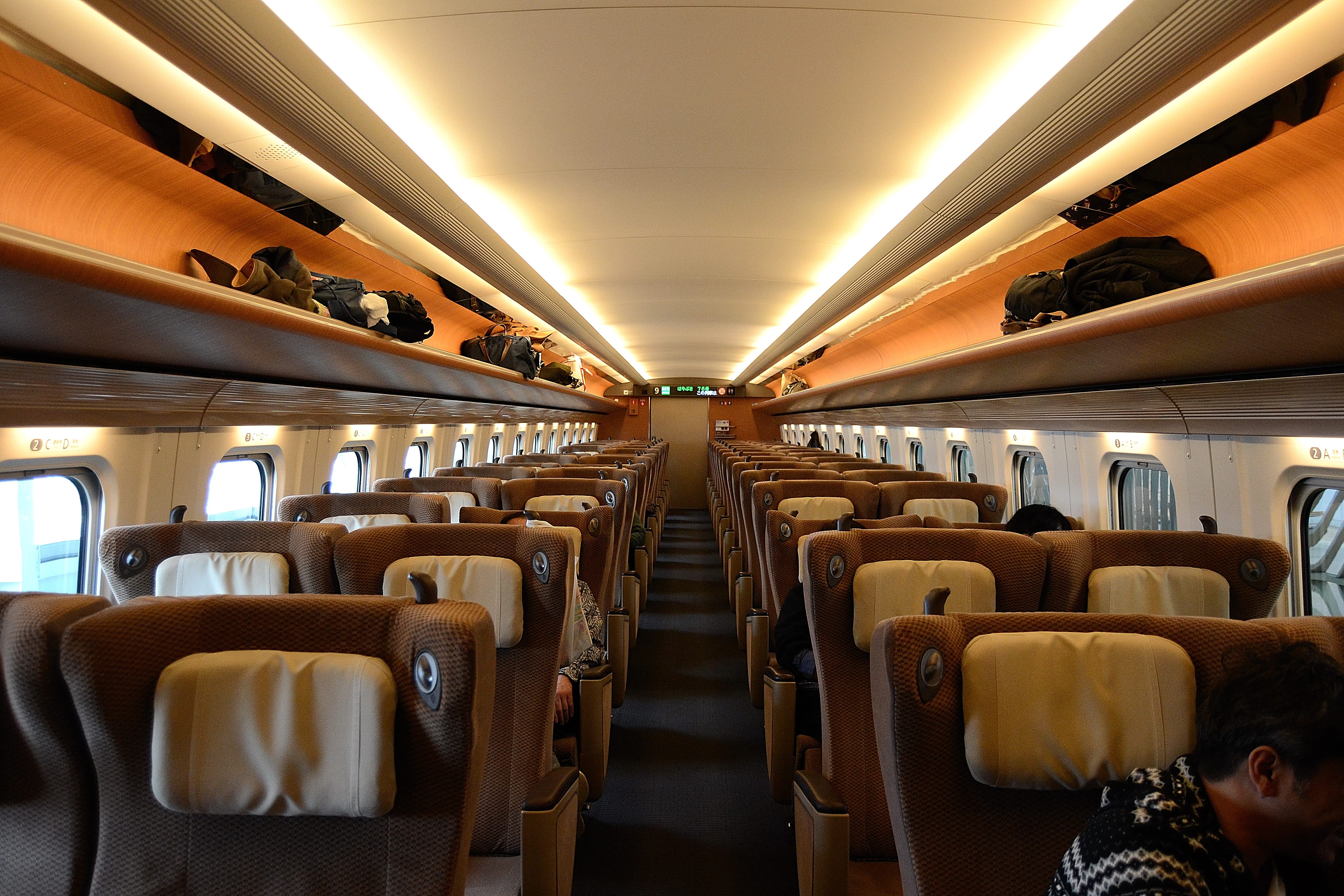
9호차 그린차
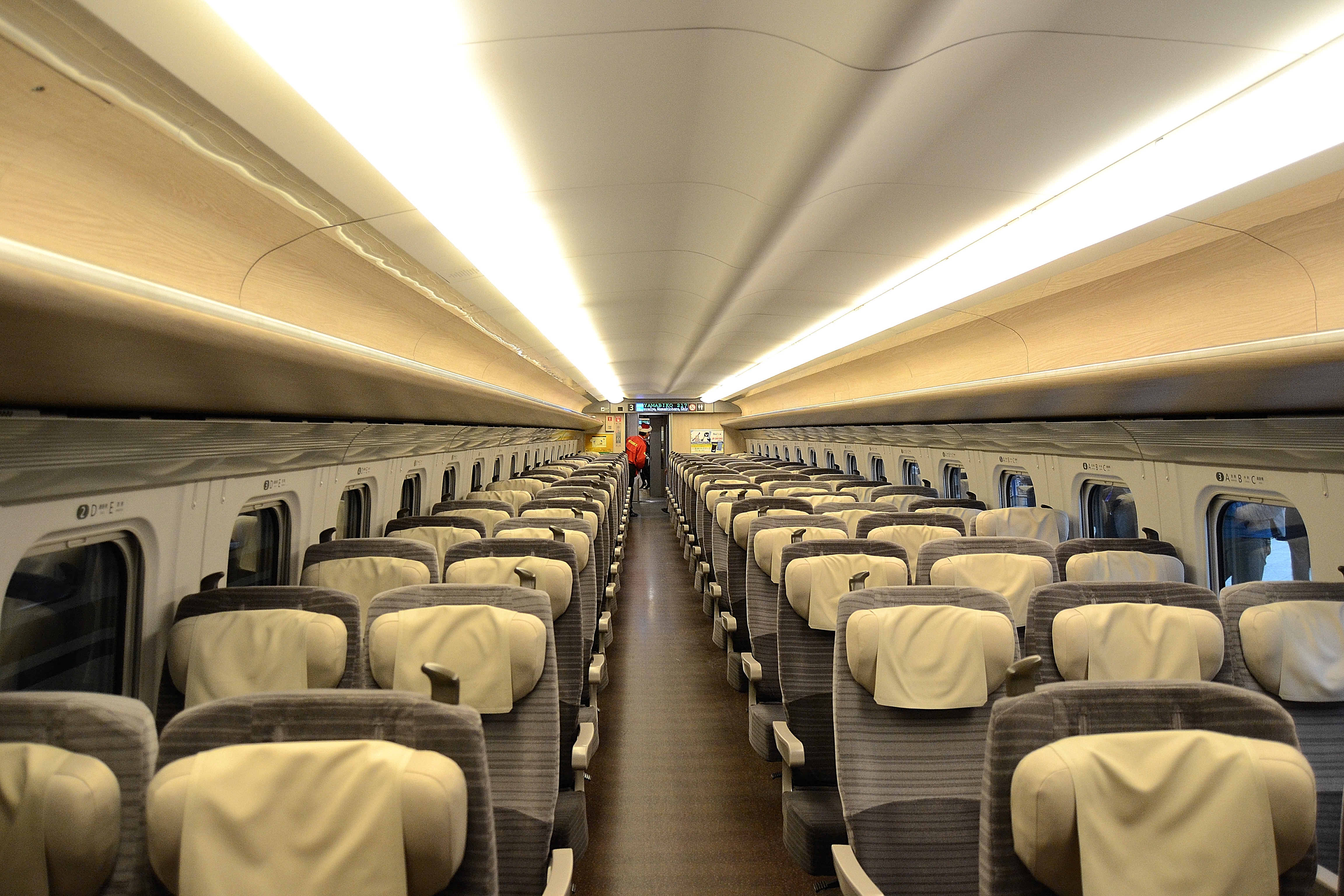
3호차 지정석
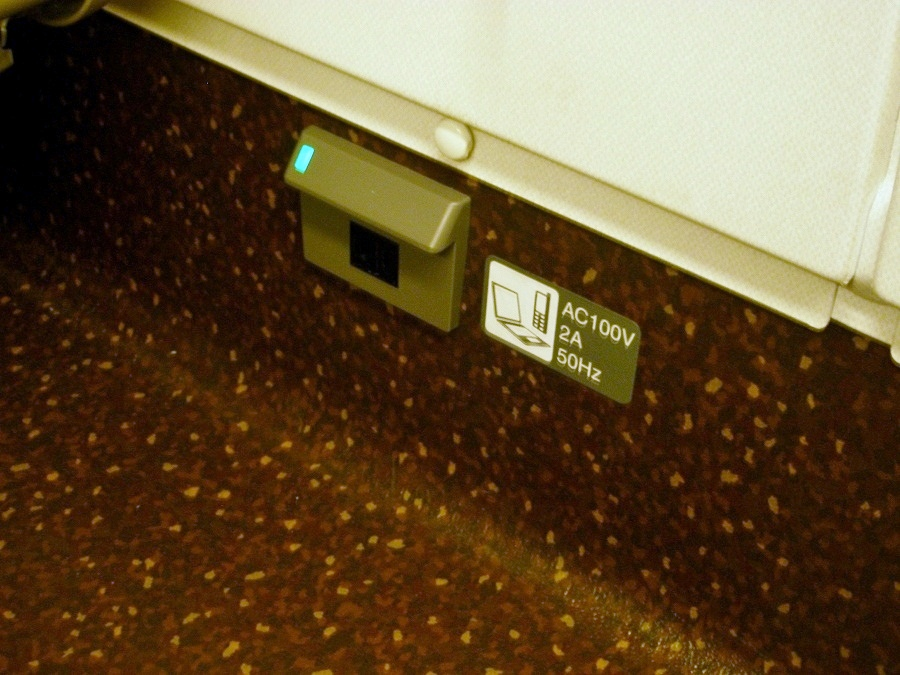
E5계 콘센트

## 같이 보기
- 도호쿠 신칸센